# Entcopolymeer
Een entcopolymeer is een vorm van een copolymeer. Een molecuul van een entcopolymeer bestaat uit een keten of "ruggengraat" van een eerste soort polymeer waarop een of meer ketens van een tweede soort polymeer "geënt" zijn. De ruggengraat noemt men ook wel het "substraat" en de zijketens het "superstraat".
Een entcopolymeer kan men schematisch voorstellen aan de hand van de volgende structuurformule:
```
         -A-A-A-A-A-A-A-A-A-A-
                |       |
                B       B
                |       |
                B       B
                |       |
                B       B
                |       |

```

De ruggengraat en de zijketens van een entcopolymeer hebben een verschillende structuur; ze kunnen bestaan uit verschillende monomeren zoals in het schema, maar ook uit dezelfde monomeren als die op een andere manier gerangschikt zijn. Bijvoorbeeld een ruggengraat bestaande uit een blokcopolymeer van monomeren A en B waarop zijketens van een alternerend copolymeer A-B zijn aangebracht is ook een entcopolymeer.
Een typisch voorbeeld van een entcopolymeer bestaat uit een ruggengraat van polybutadieen met zijketens van polystyreen. Het wordt geproduceerd door eerst 1,3-butadieen te polymeriseren tot polybutadieen. Butadieen is een alkadieen met twee dubbele bindingen; bij polymerisatie blijft er een dubbele binding per monomeereenheid over. In een volgende stap wordt dan styreen (of een styreenderivaat zoals alfa-methylstyreen) gepolymeriseerd in aanwezigheid van de polybutadieenlatex. Een gedeelte van de polystyreenketens zal "groeien" aan een polybutadieenketen op een plaats waar er een dubbele binding was. Na afloop van de polymerisatie kan dit entcopolymeer eventueel afgescheiden worden van het zuivere polystyreen. Het entcopolymeer combineert de hardheid en de sterkte van polystyreen met de weerstand tegen impact van butadieenrubber en is niet zo bros als puur polystyreen, vandaar de benaming High-Impact Polystyrene of HIPS.